# Kurzewind
Kurzewind ist ein Gemeindeteil der Stadt Ebern im unterfränkischen Landkreis Haßberge in Bayern.

## Geografie
Der Weiler liegt im östlichen Teil des Landkreises auf einem langgestreckten Höhenzug der Haßberge zwischen der Baunach und der Itz. Ebern befindet sich etwa drei Kilometer im Süden. Eine Gemeindeverbindungsstraße von Eyrichshof nach Gereuth führt durch den Ort.

## Geschichte
Der Ortsname leitet sich vom Personennamen Kotzo ab, „bei den Winden (Wenden) des Kotzo“.
Die Erstnennung des Ortes war im Jahr 1225, als der Würzburger Bischof Hermann eine Schenkung an das Kloster Banz in „Kotzenwinden“ bestätigte. Dorfherren waren mehrere Jahrhunderte die Herren von Rotenhan. 1346 erhielt Wolfram von Rotenhan den Zehnt in „Kotzenwinden“. 1412 besaß Albrecht von Rotenhan das Dörflein „Kotzenwinden“ als Lehen. 1618 hatten die Rotenhan einen Hof zu „Cotzenwind“.
1862 wurde die Landgemeinde Eyrichshof, bestehend aus sieben Orten, dem Pfarrdorf Eyrichshof, den drei Weilern Kurzewind, Siegelfeld und Rotenhan und den drei Einöden, Papiermühle, Sachsenhof und Specke in das neu geschaffene bayerische Bezirksamt Ebern eingegliedert. Kurzewind zählte im Jahr 1871 67 Einwohner. Im Jahr 1900 hatte die 573,75 Hektar große Gemeinde 239 Einwohner, von denen 230 Protestanten und 8 Katholiken waren. In dem protestantischen Kurzewind lebten 45 Personen in 12 Wohngebäuden. Die zuständige evangelische Pfarrei und Bekenntnisschule befand sich im 2,5 Kilometer entfernten Nachbarort Eyrichshof. 1925 lebten in dem Weiler 47 Personen in 8 Wohngebäuden. Die katholische Schule und Pfarrei befand sich im 2,0 Kilometer entfernten Gereuth.
1950 hatte Kurzewind 59 Einwohner und 8 Wohngebäude. 1970 waren es in dem Weiler 43 und 1987 30 Einwohner sowie 8 Wohngebäude mit 9 Wohnungen.
Am 1. Juli 1971 wurde Eyrichshof mit Kurzewind nach Ebern eingegliedert. Am 1. Juli 1972 folgte im Rahmen der Gebietsreform die Auflösung des Landkreises Ebern und Kurzewind kam zum Haßberg-Kreis.
Die evangelischen Einwohner gehören zum Sprengel der Kirchengemeinde Eyrichshof mit Pfarrsitz in Fischbach, die katholischen zum Sprengel der Pfarrei St. Philippus in Gereuth.